# Petróleo y política
Petróleo y política es un libro sobre política económica escrito por el entonces exlegislador y futuro presidente argentino Arturo Frondizi en 1954. Se trataba de un libro-denuncia sobre la actividad de las empresas petroleras en Argentina, y ponía énfasis en el monopolio de YPF sobre el sector petrolero. El libro sería un éxito de ventas al año siguiente, durante los acalorados debates sobre los contratos petroleros firmados por Juan Domingo Perón y la Standard Oil of California; gracias a esto, Frondizi se posicionaría en un primer plano de la escena política nacional, dándole más refuerzo a su fama de intelectual y a su perfil izquierdista.
Al libro le faltaban dos capítulos aún no elaborados, correspondientes al periodo de 1943 a 1953, relacionados con el futuro del petróleo y los problemas de la creación de la energía.

## Antecedentes
Arturo Frondizi era para 1954 candidato a la presidencia del comité de la Unión Cívica Radical y uno de los candidatos más prometedores del partido. En 1942 había publicado Régimen jurídico de la economía argentina.

## Historia
En 1954, cuando Frondizi era diputado, había escrito Petróleo y política, en el cual hablaba entre otras cosas de que YPF no precisaba ayuda externa ni capitales extranjeros para lograr el autoabastecimiento de petróleo, también dio un histórico discurso por Radio Belgrano el 27 de julio de 1955, en ese discurso cuestionó los contratos petroleros de Juan Domingo Perón, definiéndolos como "una ancha franja colonial cuya sola presencia sería como la marca física del vasallaje", y sentó las bases de su propia propuesta de gobierno.
Sin embargo, cuando asumió el gobierno, Frondizi reconoció la debilidad de YPF, además firmó contratos con empresas estadounidenses, acción que iba totalmente en contra de lo que había dicho el diputado Frondizi, a lo que decía el presidente Frondizi. Este gran cambio en su política, generó varias manifestaciones y huelgas, como los de los obreros petroleros, apoyados por el peronismo, en septiembre del año 1958 los gremios de trabajadores petroleros declararon una huelga general, en repudio a los contratos petroleros. El presidente decretó el estado de sitio, poniendo presos a peronistas y comunistas, y de hecho se rompe el Pacto Frondizi-Perón. Cabe destacar que la economía argentina al momento que Frondizi desde su diputación habló en contra de las inversiones extranjeras, era muy diferente a la de 1958, cuando el sistema económico se encontraba en peores condiciones.

En el libro sostuve la necesidad de  alcanzar el autoabastecimiento de petróleo a través del monopolio estatal. Era  una tesis ideal y sincera. Cuando llegué al gobierno me enfrenté a una realidad  que no correspondía a esa postura teórica (...) La opción para el ciudadano que ocupaba la Presidencia era muy simple: o se aferraba a su postulación teórica de años anteriores y el petróleo seguía durmiendo bajo tierra, o se extraía el petróleo con el auxilio del capital externo para aliviar nuestra balanza de pagos y alimentar adecuadamente a nuestra industria. En una palabra, o se salvaba el prestigio intelectual del autor de Petróleo y Política o se salvaba el país. No vacilé en poner al país por encima del amor propio del escritor. (...) Mantuve el objetivo fundamental que era el autoabastecimiento, pero rectifiqué los medios para llegar a él.
Arturo Frondizi.

## Premios y crítica
El 16 de junio de 1960 el presidente Arturo Frondizi decidió realizar una gira por Europa. En dicha gira fue a la ciudad de Gubbio, procedente de Roma, donde comenzó su visita de Estado. Gubbio fue la ciudad en donde nacieron sus padres y los de su esposa. Antes de volver a Roma, pasó por Perugia, en donde lo premiaron con el laurea ad honorem en Ciencias Políticas por su libro Petróleo y política.
Horacio González dijo sobre el libro:

Tenía un énfasis marxista un poco superficial, pero analizaba a la sociedad como un sistema productivo con su superestructura cultural y su forma de propiedad.